# Popel a sníh

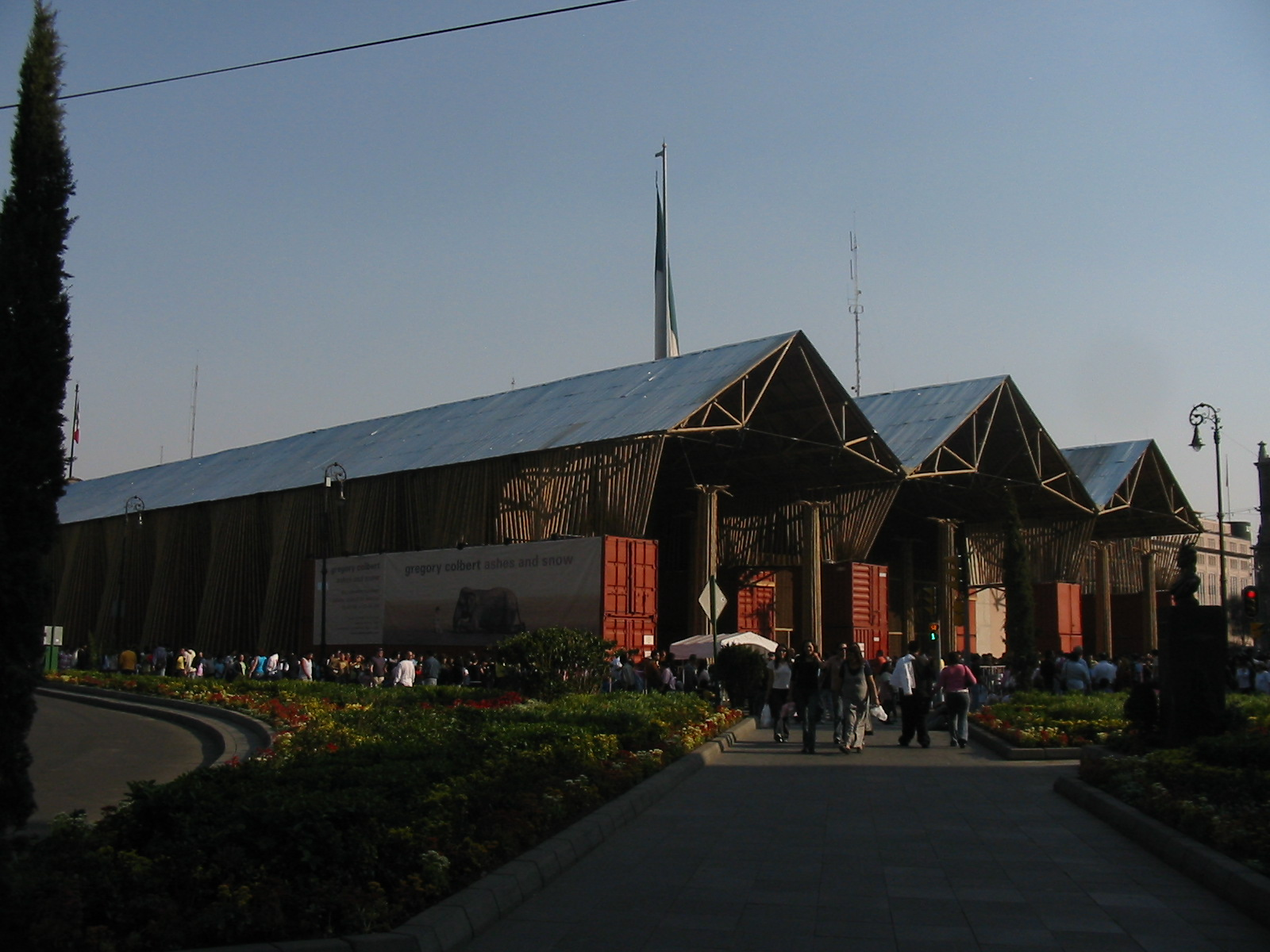
Mexiko, 2008

Popel a sníh (anglicky Ashes and Snow) je cyklus kanadského umělce a fotografa Gregoryho Colberta. Jedná se o putovní výstavu fotografických děl a filmů v Kočovném muzeu.

## Cyklus
První výstava Gregory Colberta Timewaves otevřená v roce 1992 v Elysejském paláci ve Švýcarsku vyvolala široký ohlas u kritiků. Dalších deset let Colbert veřejně své umění ani filmy neprezentoval. Místo toho cestoval do takových míst jako Indie, Barma, Srí Lanka, Egypt, Dominikánská republika, Etiopie, Keňa, Tonga, Namibie a Antarktida aby natáčel a fotografoval vzájemné vztahy mezi lidmi a zvířaty.
Od roku 1992 absolvoval více než šedesát takových expedic, spolupracoval s více než 130. druhy zvířat. Hrdinou na fotografii či ve filmu se tak stal například slon, velryba, kapustňák, ibis posvátný, jeřáb, orel královský, sokol, zoborožec, gepard, leopard, pes hyenovitý, karakal, pavián, taurotragus, surikata, gibon, orangutan nebo krokodýl. Z lidí to byli barmští mnichové, tanečnice trance dance, lidé ze San a další domorodé kmeny z celého světa.
V roce 2002 Colbert v italských Benátkách představil své dílo Popel a sníh.
Dne 9. dubna 2002 otevřel stejnojmennou výstavu obrazů a fotografií v The Globe and Mail. Díky své ploše 12600m2 patří výstava k jedné z největších „one-man show“ v dějinách Evropy.
Na jaře roku 2005 byla expozice představena v New Yorku v takzvaném Kočovném muzeu (angl. Nomadic Museum), což byla dočasná stavba postavená pro umístění výstavy. Popel a sníh s kočovným muzeem pak cestoval do Santa Moniky v roce 2006, Tokia v roce 2007 a Mexico City v roce 2008. Celkem výstava Popel a sníh přilákala více než 10 milionů návštěvníků a je nejnavštěvovanější výstavou žijícího umělce v historii.
Výstava měla kritický a veřejný ohlas. Časopis Photo to komentoval slovy, že „se narodil nový mistr“. Dílo Popel a sníh bylo popisováno jako „nadobyčejné“ magazínem the Economist a jako "exklusivní... monumentální pro všechny smysly" časopisem Wall Street Journal. Stern označil vystavené fotografie za "fascinující" a Vanity Fair označil dílo Gregoryho Colberta jednoduše za "Best of the Best". Článek novin New York Times od Alana Ridinga z roku 2002 uvedl, že „síla obrazů pochází spíše než z jejich formální krásy od způsobu, jakým obklopuje diváka jejich náladou... Jsou to zkrátka pohledy do světa, v němž všemu mlčky a trpělivě vládne čas“.

## Galerie

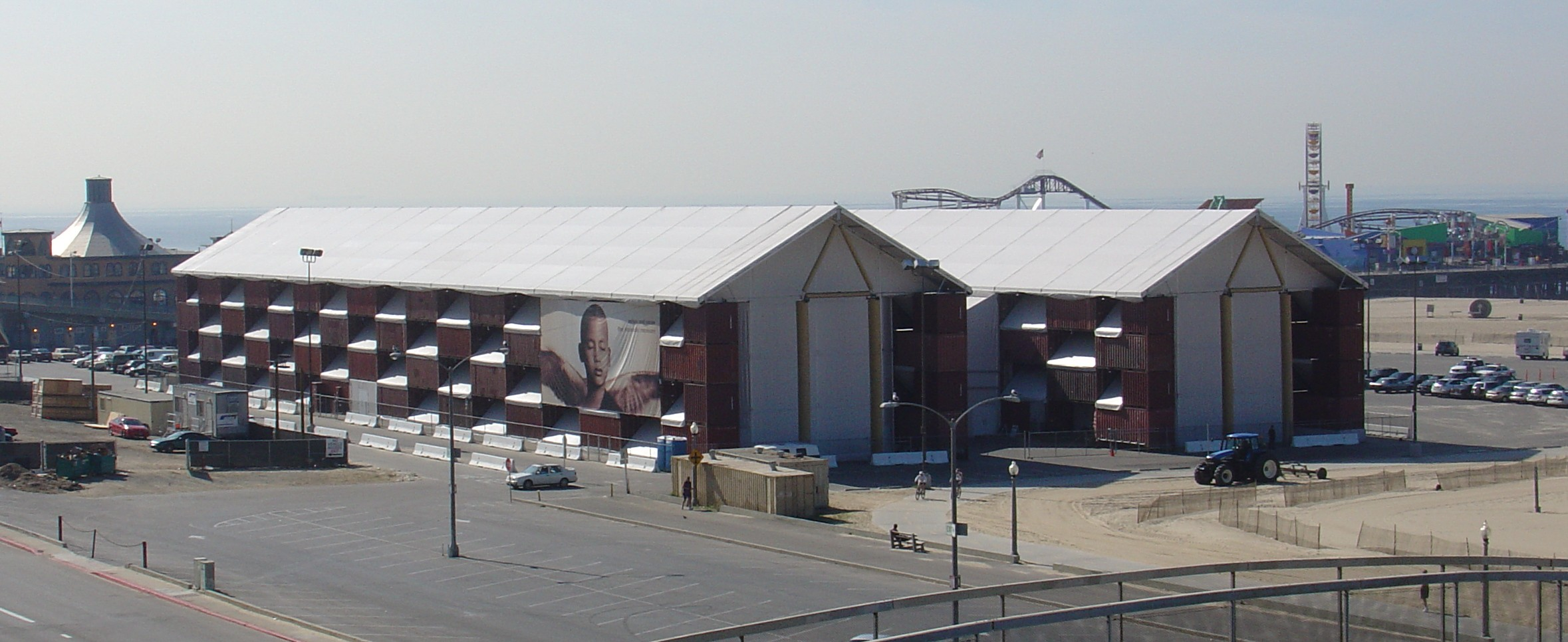
Santa Monica, 2006
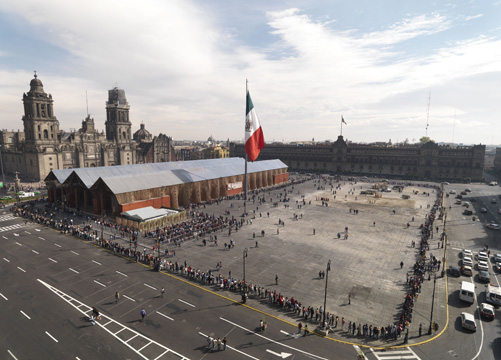
Nomadic Museum, Mexico City, 2008
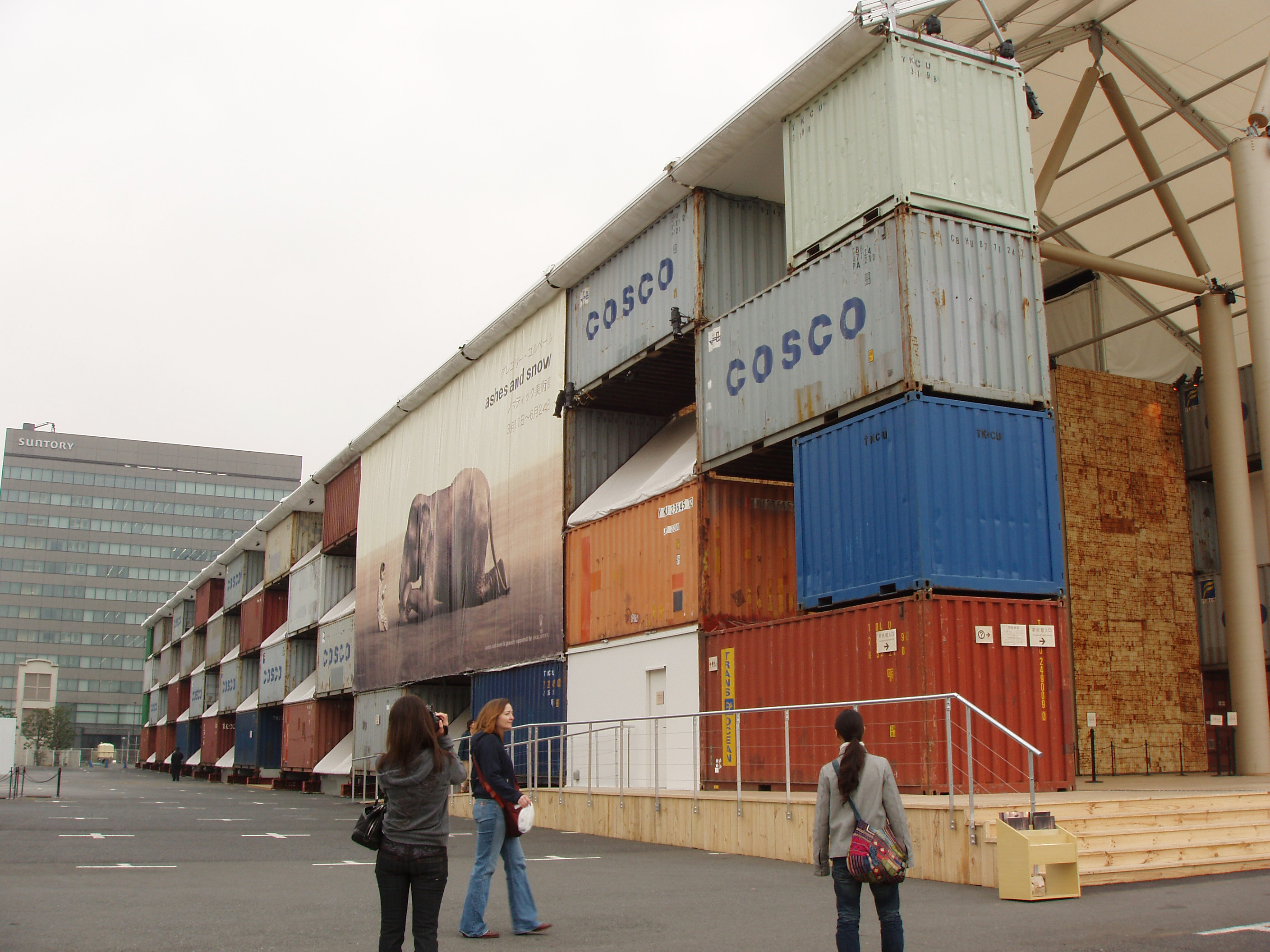
Nomadic Museum, Tokio, 2007
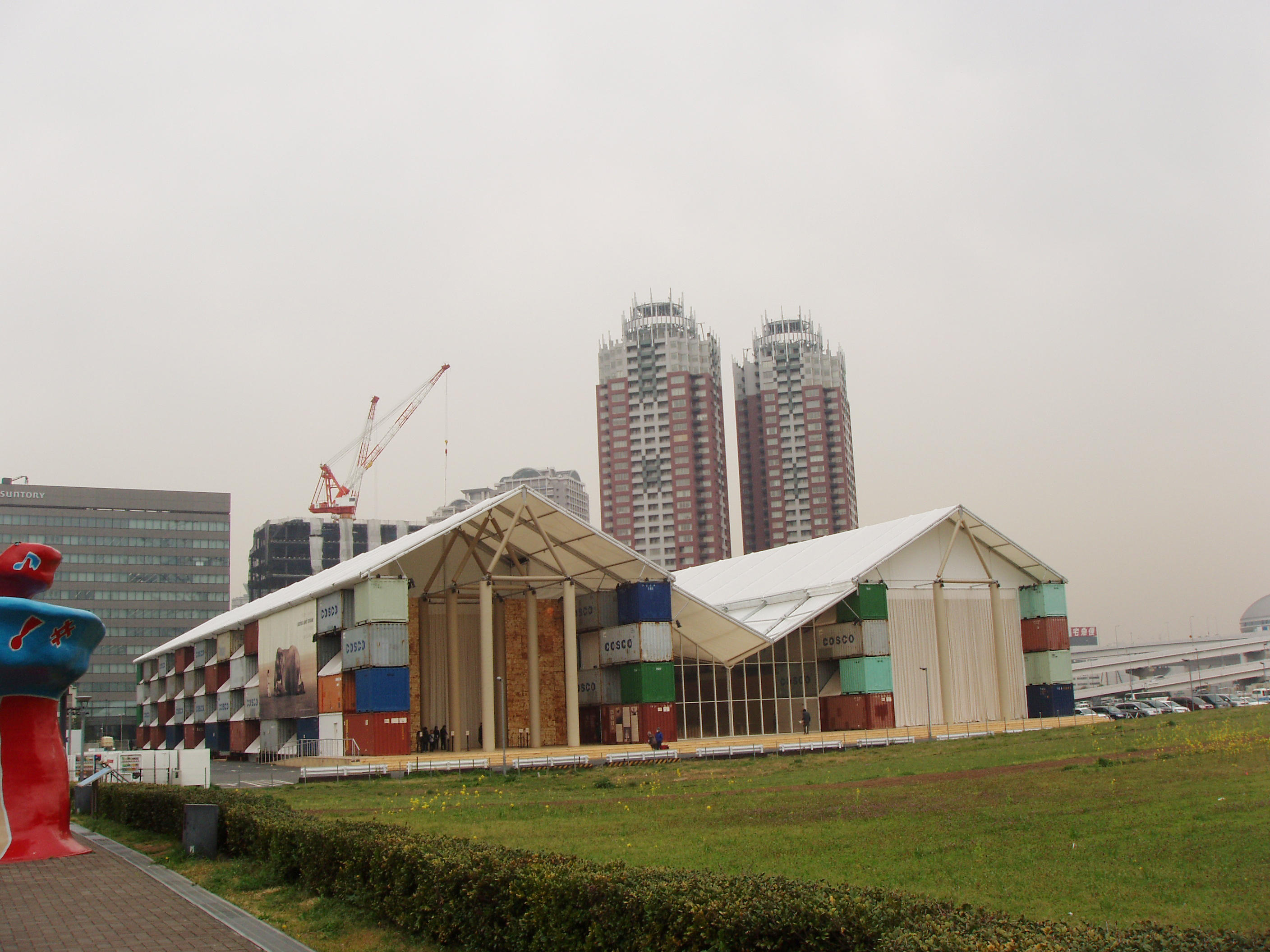
Nomadic Museum, Tokio, 2007
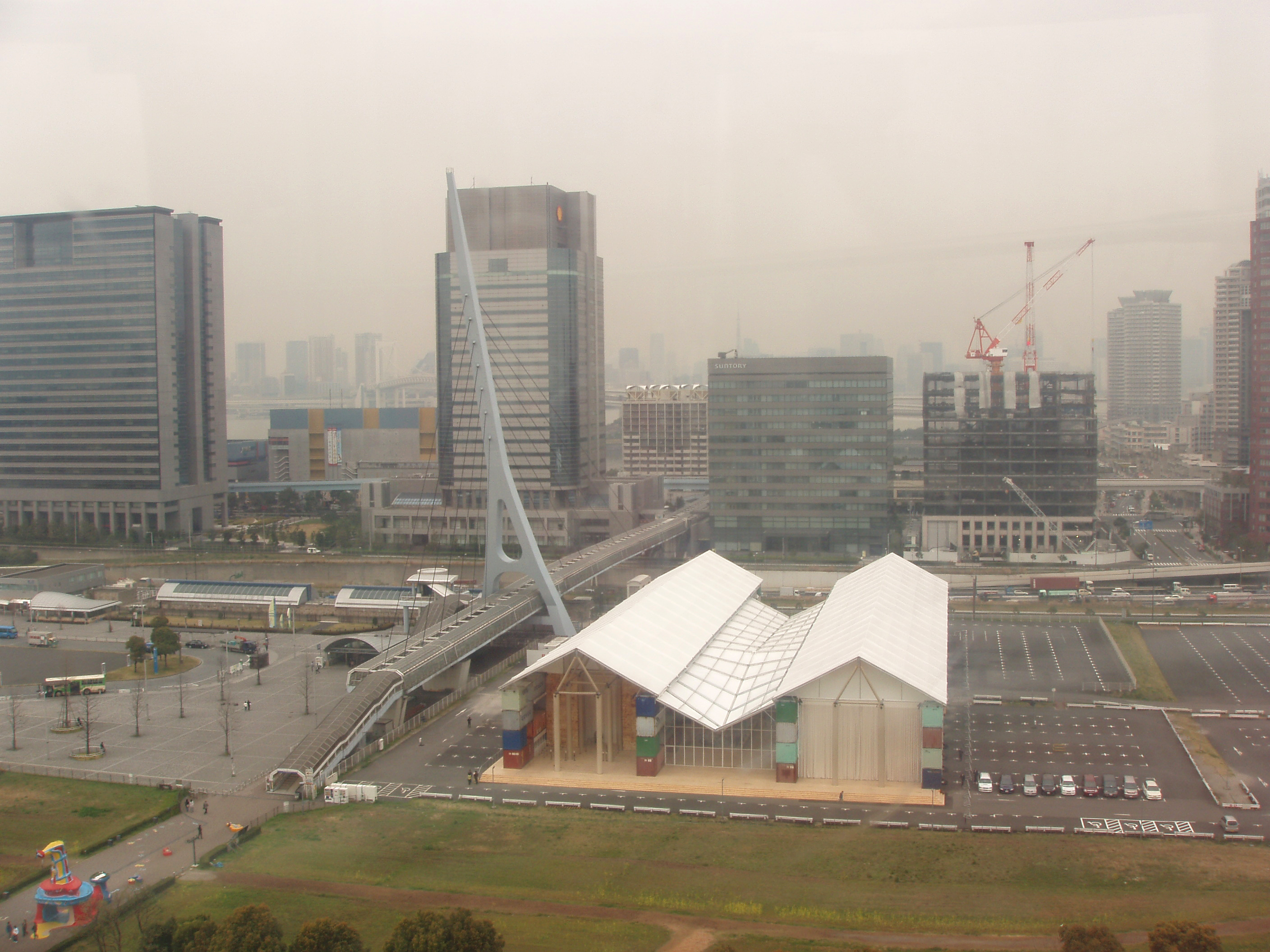
Nomadic Museum, Tokio, 2007